# روسا، استونی
روسا (به لاتین: Ruusa) یک روستا در استونی است که در دهستان رپینا واقع شده‌است.